# Ключи (приток Урала)
Ключи — река в России, протекает по Оренбургской области России. Устье реки находится в 1237 км по правому берегу реки Урал. Длина реки составляет 19 км. У села Родничный Дол в Ключи справа впадает Рычковка.

## Данные водного реестра
По данным государственного водного реестра России относится к Уральскому бассейновому округу, водохозяйственный участок реки — российская часть бассейна реки Урал ниже впадения в него реки Сакмара без реки Илек. Речной бассейн реки — Урал (российская часть бассейна).
Код объекта в государственном водном реестре — 12010001012112200007276.